# Taylor County (Georgia)
Taylor County is een county in de Amerikaanse staat Georgia.
De county heeft een landoppervlakte van 978 km² en telt 8.815 inwoners (volkstelling 2000). De hoofdplaats is Butler.